# Rhytidophyllum auriculatum
Rhytidophyllum auriculatum är en tvåhjärtbladig växtart som beskrevs av William Jackson Hooker. Rhytidophyllum auriculatum ingår i släktet Rhytidophyllum och familjen Gesneriaceae. Inga underarter finns listade i Catalogue of Life.